# Etobicoke—Lakeshore (circonscription provinciale)
Circonscription électorale provinciale du Canada
Etobicoke—Lakeshore est une circonscription provinciale de l'Ontario représentée à l'Assemblée législative de l'Ontario depuis 1987.

## Géographie
La circonscription est située dans la région du grand Toronto.
En 2011, les circonscriptions limitrophes étaient Etobicoke-Centre, Mississauga-Est—Cooksville, Mississauga-Sud et Parkdale—High Park. Lors du redécoupage de 2012, les circonscriptions limitrophes sont Mississauga—Lakeshore, Mississauga-Est—Cooksville, Etobicoke-Centre et Parkdale—High Park.

## Historique
| Législature                        | Années       | Député | Député            | Parti                     |
| ---------------------------------- | ------------ | ------ | ----------------- | ------------------------- |
| Circonscription issue de Lakeshore |              |        |                   |                           |
| 34e                                | 1987-1990    |        | Ruth Grier        | Néo-démocrate             |
| 35e                                | 1990-1995    |        | Ruth Grier        | Néo-démocrate             |
| 36e                                | 1995-1999    |        | Morley Kells      | Progressiste-conservateur |
| 37e                                | 1999-2003    |        | Morley Kells      | Progressiste-conservateur |
| 38e                                | 2003-2007    |        | Laurel Broten     | Libéral                   |
| 39e                                | 2007-2011    |        | Laurel Broten     | Libéral                   |
| 40e                                | 2011-2013    |        | Laurel Broten     | Libéral                   |
| 40e                                | 2013-2014    |        | Doug Holiday      | Progressiste-conservateur |
| 41e                                | 2014-2018    |        | Peter Milczyn     | Libéral                   |
| 42e                                | 2018-2022    |        | Christine Hogarth | Progressiste-conservateur |
| 43e                                | 2022–Présent |        | Christine Hogarth | Progressiste-conservateur |

## Circonscription fédérale
Depuis les élections provinciales ontariennes du 4 octobre 2007, l'ensemble des circonscriptions provinciales et des circonscriptions fédérales sont identiques.